# Iridomyrmex anteroinclinus
Iridomyrmex anteroinclinus é uma espécie de formiga do gênero Iridomyrmex.